# Morten Helveg Petersen
Morten Helveg Petersen (ur. 14 września 1966 w Kopenhadze) – duński polityk i menedżer, poseł do duńskiego parlamentu (Folketingetu), deputowany do Parlamentu Europejskiego VIII i IX kadencji.

## Życiorys
Jego ojciec, Niels Helveg Petersen, zasiadał w duńskim parlamencie, przewodniczył partii socjalliberalnej, pełnił funkcję ministra spraw zagranicznych.
W latach 1974–1977 uczęszczał do Szkoły Europejskiej w Brukseli. W 1985 ukończył Falkonergaardens Gymnasium, a w 1992 studia na Uniwersytecie Kopenhaskim (z tytułem candidatus rerum politicarum). W latach 1992–1993 odbywał praktykę w Komisji Europejskiej, następnie do 1998 pracował w Konfederacji Przemysłu Duńskiego. Zaangażował się w działalność partii Det Radikale Venstre. W 1998 po raz pierwszy zasiadał w Folketingecie, reprezentując jeden z kopenhaskich okręgów wyborczych. Mandat deputowanego ponownie uzyskiwał w 2001, 2005 i 2007.
Z parlamentu odszedł w 2009. Został dyrektorem FDIM, instytucji zrzeszającej media interaktywne. W 2011 po fuzji z Danske Medier objął stanowisko zastępcy dyrektora wspólnej organizacji.
W 2014 ponownie zaangażował się w działalność polityczną – startując jako lider listy wyborczej Det Radikale Venstre, uzyskał mandat eurodeputowanego VIII kadencji. W 2019 z powodzeniem ubiegał się o reelekcję.